# Mont-l’Évêque
Mont-l’Évêque – miejscowość i gmina we Francji, w regionie Hauts-de-France, w departamencie Oise.
Według danych na rok 1990 gminę zamieszkiwały 494 osoby, a gęstość zaludnienia wynosiła 35 osób/km² (wśród 2293 gmin Pikardii Mont-l’Évêque plasuje się na 539. miejscu pod względem liczby ludności, natomiast pod względem powierzchni na miejscu 232.).